# Pavel Novák (zpěvák, 1964)
Pavel Novák mladší (3. října 1964 Přerov – 28. srpna 2022 Pelhřimovsko), známý též pod pseudonymem Pavel Riedl, byl český zpěvák, hudebník, moderátor a textař.

## Život
Narodil se 3. října roku 1964 v Přerově. Jeho otec Pavel Novák byl český zpěvák, hudební skladatel a spisovatel.
V 80. letech 20. století byl u zrodu české rockové skupiny Pirillo, ve které působil. Po svém odchodu ze skupiny se do ní několikrát nenávazně vrátil.
Věnoval se koncertování po celé České republice a vystupoval na různých televizích kanálech, například v Šlágr TV. Po smrti svého otce v roce 2009 se rozhodl pokračovat v jeho činnosti a začal pořádat koncerty pro školy. Během pandemie covidu-19 se rozhodl založit YouTube kanál Pavel Novák DĚTEM, který se zaměřoval na dětskou a edukativní tvorbu. Mimo jiné pravidelně vystupoval na Štědrodenních koncertech v rodném Přerově.
Věnoval se i charitativním činnostem. Na začátku července 2022 organizoval v Kozlovicích charitativní akci Na dětech záleží. Výtěžek z akce šel na hemato-onkologické oddělení Fakultní nemocnice v Olomouci.
V roce 2020 založil hudební duo se zpěvákem Petrem Šiškou.
Se svou manželkou žil v Přerově. Jeho syn Filip Novák je profesionální fotbalový obránce.
Dne 2. září 2022 po něm bylo vyhlášeno policejní pátrání. O tři dny později, 5. září, byl nalezen mrtvý na Pelhřimovsku. Pozdější pitva odhalila, že zemřel 28. srpna. Příčina smrti nebyla zveřejněna.
Poslední rozloučení s ním proběhlo 12. září 2022 v kostele svatého Vavřince v Přerově. Úctu vyjádřil i hokejový klub HC Zubr Přerov, pro který Novák složil hymnu.